# イルメナウ
イルメナウ (Ilmenau) はドイツ、テューリンゲン州の都市である。都市名には「ゲーテ及び大学都市 (Goethe- und Universitätsstadt)」を冠している。州都エルフルトから33 km南西にあり、テューリンゲンの森の北縁部を流れるイルム川の谷に位置する。イルム郡に属し、郡内では最大、州内では第11番目の規模の都市である。
イルメナウは、イルム郡南部の中心地であり、郡庁所在都市ではなくとも、テューリンゲン州で唯一、大規模郡所属都市の指定を受けた都市である。
最も重要な施設として、イルメナウ工科大学があり、約7,000人の学生が登録している（2012/13冬学期）。フリードリヒ・シラー大学イェーナに次いでテューリンゲン州内で第2の規模を誇る。
主要産業はガラス産業、機械製造である。かつては鉱山（銅、銀、マンガン）、また1777年からは磁器が重要な産業であった。近年では観光も重要になりつつある。
イルメナウは数世紀にもわたって目立たない都市であった。都市が発展したのは1871年のドイツ帝国成立以降の工業化によるものである。他の新連邦州と同じく、イルメナウも1990年の変革以降、工業からサービス業へと産業構造の転換を図っている。
ゲーテの時代、またそれ以後数十年にわたって「ヴァイマールの名士」に人気の遠足や休暇の地であった。第一次世界大戦までは温泉保養地でもあった。

## 姉妹都市

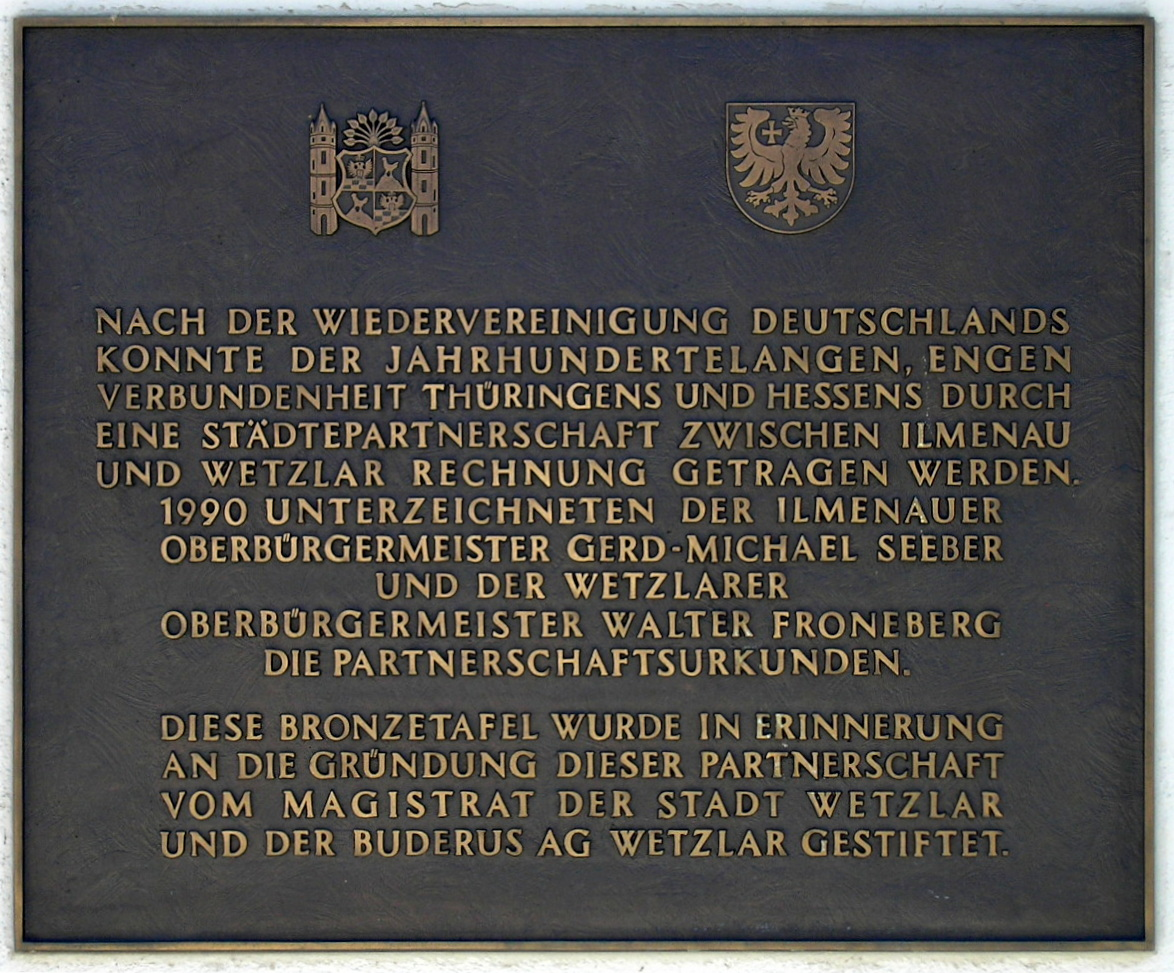
ヴェッツラーとの姉妹都市提携を記念する銘版

イルメナウは以下の都市と姉妹都市協定を締結している。
- ホンブルク（ザールラント州）1989年
- ヴェッツラー（ヘッセン州）1990年
- トゥルグ・ムレシュ（ルーマニア）1997年
- ブルー・アッシュ（ドイツ語版）（アメリカ）2002年

過去には、以下の都市とも姉妹都市協定の計画があったが、締結に至らなかった。
-  ギャップ（フランス）1966年：オート＝ザルプ県とイルメナウ郡の提携を機縁として。
-  インドルジフーフ・フラデツ（チェコ）1975年
-  ヴェルトハイム（バーデン＝ヴュルテンベルク州）1991年

## 出身者
- アンドレア・ヘンケル - バイアスロン選手